# Macon (Mississippi)
Macon è una città (city) degli Stati Uniti d'America, capoluogo della contea di Noxubee, nello Stato del Mississippi.